# Ulrike Lunacek
Ulrike Lunacek (Krems an der Donau, 1957. május 26. –) osztrák politikus, a második Kurz-kormány tagja volt.

## Politikai karrier
1999 és 2009 között az Osztrák szövetségi parlament (Nationalrat) képviselője volt.
2006 és 2009 között az Európai Zöld Párt társelnöke volt.
2009. július 14-én az Európai Parlament tagja lett.
2014. július 1-jén megválasztották az Európai Parlament elnökének.
A 2017-es ausztriai parlamenti választásnak Lunacek a Zöld Párt listájának az első helyre került.
A Zöld Párt a 2017-es ausztriai parlamenti választásokon 3,76%-kal nem szerzett mandátumot.
2020 januárében, a második Kurz-kormány művészeti és kulturális kapcsolatos területeit felügyelő államtitkára lett.

## Magánélete
A Peruból származó Rebeca Sevilla az élettársa.